# Korsmyran
Korsmyran är en sjö i Ånge kommun i Medelpad och ingår i Ljungans huvudavrinningsområde.